# Jaraguá Breakers
O Jaraguá do sul Breakers é um time Amador de futebol americano que reside em Jaraguá do Sul, Santa Catarina, jogando na Billy walsh, divisão do Torneio Touchdown 2013 (TTD). A equipe foi fundada em 13 de março de 2003 por Tiago Dalcanale, Everton Gnewuch, Richard Bryan Franzner, Claudio Adriano Starosky, Rodrigo Boeder e entrou para o TDD em 2010, torneiro do qual se sagrou campeão em 2013 vencendo o Flamengo Futebol Americano nos últimos segundos de jogo, quando o norte-americano Jacob Payne conseguiu uma recepção de Hail Mary no meio de dois defensores, fechando o placar em 15 a 11 para a equipe jaraguaense.
A equipe, que é coordenada pela Associação Jaraguaense de Futebol Americano, tem seus jogos realizados no estádio João Marcatto, e seus treinamentos ocorrem também na Arena Jaraguá.

## Historia
Tudo começou com uma brincadeira entre um grupo de amigos, da Escola de Ensino Básico Prof° José Duarte Magalhães, que resolveram tentar jogar football com um pedaço se cartolina, durante o recreio. Com o passar dos dias, a brincadeira foi ficando mais seria. A cartolina foi substituída por um penal (estojo de lápis), e logo depois, veio a primeira bola (ainda fora dos padrões oficiais). E foi assim que Tiago Dalcanale, Everton Gnewuch, Richard Bryan Franzner, Claudio Adriano Starosky, Rodrigo Boeder e mais alguns amigos decidiram criar a primeira equipe de Futebol Americano de Jaraguá do Sul. Aos poucos, o grupo foi buscando mais conhecimento sobre o esporte e conquistando cada vez mais adeptos da modalidade. Até que, em 2006, o Jaraguá Breakes se juntou a outras equipes catarinenses (de Joinville, Florianópolis e Brusque) para criar a (LCFA) Liga Catarinense de Futebol, atual (FCFA) Federação Catarinense de Futebol Americano.

## Campeonatos disputados
No primeiro ano da LFCA, o Breakers ainda sem muitas experiência, quebrou um tabú, ao marcar contra o Joinville Panzers, que há seis anos não levava um único ponto nas partidas. Neste mesmo ano, o atleta Tiago Dalcanale recebeu o troféu de Rookie do Ano (atleta revelação). No ano de 2008, o Breakers foi vice-campeão do SC Bowl III, e teve o melhor jogador de Defesa do Ano, André Saugo. Em 2009 a equipe não participou da FCFA devido a falta de equipamentos (Shouder pad e Helmet), que passaram a ser obrigatórios na competição, e alguns jogadores que haviam adquirido seus equipamentos acabaram representando outras equipes no campeonato para pegar experiência.
Em 2010 e 2011, o time participou do Torneio Touchdown, o campeonato brasileiro de futebol americano, ficando em 7º lugar nas duas edições. Já em 2012, foi o primeiro time do país a pagar um treinador de forma profissional full time, o head coach Dennis Prants. E o investimento se refletiu num melhor resultado no campo. Com cinco vitórias em sete jogos, a equipe se classificou para os playoffs em 2012, mas acabou perdendo para o Vasco da Gama Patriotas nas quartas de final por 7 a 6. 
E no ano em que completou 10 anos, o Jaraguá Brakers conquistou um feito histórico: foi a primeira equipe do Sul do país a chegar a final e vencer o campeonato brasileiro. O título veio numa vitória por 15 a 11, nos segundos finais, contra o Flamengo, tido como favorito ao título. A final foi realizada no estádio João Marcatto, em Jaraguá do Sul, diante de um público recorde no campeonato, de mais de 5 mil pessoas.

## Retrospecto

### Campeonato Catarinense - SC Bowl
2006 - 4° lugar
2007 - 5° lugar
2008 - 2° lugar
2009 - Não participou, 1° ano com equipamentos
2010 - 5° lugar
2011 - 4° lugar

### Campeonato Brasileiro - Torneio Touchdown
2010 – 4 jogos 1 vitória. 7° lugar
2011 – 5 jogos 4 vitória. 7° lugar
2012 – 7 jogos 5 vitória(temporada regular). Classificou para playoffs .Perdendo para o Vasco nas quartas de final por 7 X 6
2013 – Campeão brasileiro invicto, com 10 vitórias em 10 jogos.